# Ptychoglene pamphylia
Ptychoglene pamphylia là một loài bướm đêm thuộc phân họ Arctiinae, họ Erebidae.